# Réthly Antal
Réthly Antal (Budapest, 1879. május 3. – Budapest, 1975. szeptember 21.) magyar meteorológus, egyetemi tanár, a földrajztudományok doktora (1972). A tudományos munkában eltöltött több mint hetven év alatt nemcsak a meteorológiában, hanem a geofizika, földrajztudomány, szeizmológia, balneológia, mezőgazdaság, vízügy, erdészet, valamint a karszt- és barlangkutatás területén is nagy elismerést szerzett, Magyarországon és külföldön egyaránt.

## Élete és munkássága
Középiskolai tanulmányait a Toldy Ferenc főreáliskolában fejezte be, amelynek első igazgatója Schenzl Guidó volt, aki a későbbi első önálló magyar Meteorológiai és Földmágnességi Intézet igazgatója lett. A reáliskolának nagy meteorológiai hagyományai voltak: itt működött az Akadémiai Észlelde 1871-ig, majd a megfigyelések tovább is folytak, s ezekben Réthly Antal is részt vett. 1896-ban a millenniumi kiállításon a meteorológiai észlelde is részt vett, a reáliskola diákjainak közreműködésével.
Réthly már 19 évesen, 1898-ban állami szolgálatba lépett, majd 1900-ban, az Országos Meteorológiai és Földmágnességi Intézetbe került. Konkoly Thege Miklós, a világszerte ismert polihisztor fizikus és csillagász alkalmazta mint kalkulátort. Konkoly elősegítette egyetemi tanulmányait is.
Ezekben az években kibontakozóban volt a magyar tudományos élet alkotó korszaka, és megnyílt az önállósodó magyar tudományos kutatás és alkotás lehetősége. Az egyetemi tanárai a kor legkiválóbb koponyái közül kerültek ki: a nagynevű geológus Lóczy Lajos, a földrajzi irodalom egyik legkiválóbb képviselője, Cholnoky Jenő, a kiváló geofizikus Eötvös Loránd, valamint Koch Antal, Kövesligethy Radó, Thirring Gusztáv. Ennek is köszönhető, hogy a fiatal Réthly széles körű érdeklődést tanúsított a földtudományok iránt.
Réthly 1902-ben igazi tudományos státuszba került, megkapta az asszisztensi kinevezését. Már ekkor publikálta kisebb földrengési és éghajlati dolgozatait. 1903–1904 között az ógyallai obszervatóriumban dolgozott. 1909–1910 között az MTE jegyzője, 1911-től könyvtárosa volt. A kolozsvári egyetemen 1912. április 20-án „summa cum laude” minősítéssel doktorált. A földrengésekről, különös tekintettel az Alföldre és Kecskemétre címmel. Olyan összefüggéseket mutatott ki, hogy Eötvös Loránd több alkalommal hivatkozott rá, idézte nemzetközi kongresszusokon.
1913-ban részt vett az első magyar tudományos Adria-kutató expedícióban; a Najade hadihajón meteorológusként volt jelen. 1917-től az Állami Kertészeti Tanintézetben, 1920-tól a közgazdaság-tudományi karon meteorológiát és éghajlattant adott elő. 1918-ban az Országos Meteorológiai és Földmágnességi Intézet adjunktusa lett. 1921-ben jelent meg az első egyetemi meteorológiai kézikönyve Időjárás és éghajlat címmel. 1923-ban a Közgazdaság-tudományi Egyetem magántanára lett; neve ekkor már határainkon túl is ismert. 1925. április 20-án az International Society of Medical Hydrology tagjává választották. Javaslatára 1925-ben megalakult külföldi mintára a Magyar Meteorológiai Társaság. A Társaság első főtitkára Réthly Antal lett. Ezzel sikerült megoldania Az Időjárás című folyóirat további megjelenésének az ügyét is. Már ekkor sürgette egy magyar meteorológiai tanszék felállítását.
1925–1927 között a török kormány megbízása alapján megszervezte Törökország meteorológiai szolgálatát. Ankarában meteorológiai obszervatóriumot létesített. Ezért 1927-ben Kemál Atatürk, a török köztársaság államfője, magas kitüntetésben részesítette.
1928-ban megbízást kapott az első magyar nemzeti éghajlati atlasz megszerkesztésére. 1931-ben az Országos Meteorológiai és Földmágnességi Intézet igazgatóhelyettese. 1935-ben, 56 éves korában, az MTA előterjesztésére az intézet igazgatójává nevezték ki. Mint meteorológus az elsők között emelte fel szavát a környezetvédelem érdekében. Amikor az 1930-as években az a vád érte a magyar vízimérnököket, hogy az Alföld ármentesítésével és a mocsarak lecsapolásával megváltoztatták az Alföld éghajlatát és kiszárították azt, bizonyította e vád tudománytalan voltát. Már 1938-ban felhívta a figyelmet Budapest levegőjének szennyezettségére.
Személyes példájával és tanácsaival a tudományos eredmények publikálására ösztönözte fiatal munkatársait. A megfigyelési adatok feldolgozásával további kutatások alapját vetette meg. A Nemzetközi Meteorológiai Szervezetben 1934–1948 között képviselte hazánkat.
1939-ben nyugdíjazását kérte, de a nehéz időkre való tekintettel visszatartották. Budapest felszabadulása után bekapcsolódott a romokban heverő hálózat újraélesztésébe. A debreceni magyar kormány 1945 március 29-én elrendelte, hogy az intézet vezetője Réthly Antal legyen.
1948. május 15-én, 68 éves korában, 50 éves megszakítás nélküli szolgálat után végleg nyugállományba vonult. Tudományos tevékenységét azonban folytatta, számos akadémiai bizottságnak a tagja maradt. Tiszteletbeli tagjává fogadta a Magyar Geofizikai Egyesület, a Magyar Meteorológiai Társaság, az NDK-beli és a Csehszlovák Meteorológiai Társaság, a Magyar Karszt- és Barlangkutató Társulat. A Szent István Társulat elnökévé, majd örökös díszelnökévé választotta. A Magyar Meteorológiai Társaságtól kétszer is megkapta a Steiner Lajos-emlékérmet. A szegedi József Attila Tudományegyetem – mint a kolozsvári Ferenc József Tudományegyetem jogutódja – aranydiplomával tüntette ki.
Számtalan hazai és külföldi tudományos társaság tiszteletbeli tagja volt. Az Akadémia égisze alatt 7 kiadványa, idegen nyelven 24 dolgozata, 250 tudományos cikke jelent meg különböző folyóiratokban.
1963-ban publikálta az Időjárási események és elemi csapások Magyarországon 1701-ig című gyűjteményes munkáját, amelyben arra enged következtetni, hogy a klíma ingadozott az elmúlt évezredben. Enyhe szakasszal kezdődött 800–1200 között, a honfoglalás idején, a 14. században és a török hódoltság idején azonban zordabbra fordult („kis jégkorszak”). A Duna jegén ekkoriban több hónapig át lehetett kelni). Napjainkban ismét egy melegebb periódus uralkodik.
1970 április 15-én a Magyar Népköztársaság Elnöki Tanácsa a Munka Érdemrend arany fokozatával tüntette ki és ismerte el rendkívül sokoldalú és magas színvonalú tudományos munkáját. Az idős tudós 96 esztendős korában, 1975. szeptember 21-én rövid szenvedés után hunyt el. Az óbudai temetőben helyezték nyugalomra.

## Művei
- Az első magyar Adria-kutató út meteorológiai eredményei (Budapest, 1914)
- Időjárás és éghajlat (Budapest, 1921)
- Megváltoztatta-e éghajlatunkat az ármentesítés? (Budapest, 1936)
- Magyarország éghajlata. (Bacsó Nándorral) Budapest, 1938)
- A hegyi obszervatóriumok és a Horthy-csúcs (Budapest, 1943)
- Debrecen csapadékviszonyai 1854-1943. (Budapest, 1945)
- Budapest éghajlata (Budapest, 1947)
- A Kárpát-medencék földrengései (Budapest, 1952)
- Nordlichtbeobachtungen in Ungarn 1513-1960. (Berkes Zoltánnal) Budapest, 1963)
- Időjárási események és elemi csapások Magyarországon 1701-ig (Budapest, 1963)
- Időjárási események és elemi csapások Magyarországon 1701-1800-ig (Budapest, 1970)
- Időjárási események és elemi csapások Magyarországon 1801-1900-ig. 1-2. köt. (Budapest, 1998-1999)

## Díjai
- Steiner Lajos-emlékérem(wd) (1959, 1966)
- József Attila Tudományegyetem – aranydiploma
- Munka Érdemrend arany fokozata (1970)